# بيرسيبايا سورابايا
بيرسيبايا سورابايا هو نادي كرة قدم إندونيسي يقع في مدينة سورابايا، جاوة الشرقية، يلعب في الدوري 1 منذ موسم 2018  ويعتبر من أنجح الأندية في إندونيسيا.